# ヘウジェ
ヘウジェ（韓国語：해우재）は、大韓民国京畿道水原市にあるトイレ文化に関する博物館。英文表記は「Mr. Toilet House」。

## 概要
2007年11月開館。元水原市長の沈載徳（Mr. Toilet、ミスタートイレットというニックネームを持つ）により提唱されたトイレ文化運動に基づき開館され、遺族によって水原市に寄贈された。

## 展示内容
トイレ文化展示館（ヘウジェ）と、周辺のトイレ文化公園、トイレ文化センターからなる。トイレ文化展示館はビル自身が水洗トイレの便器の形をしている。
トイレ文化公園には、百済や新羅時代のトイレや、古代ローマ、中世ヨーロッパなど東西のトイレが展示されている。
トイレ文化センターには、子供向け体験教育室、図書館、セミナー室などがある。

## 観覧案内

### 開館時間
- 10:00 ~ 18:00（3月-10月）
- 10:00 ~ 17:00（11月-2月）
- 月曜休館

### 入場料
- 無料